# Bex Burch
Bex Burch (* Mai 1984) ist eine britische Musikerin (Xylophon, Perkussion, Elektronik) und Klangkünstlerin.

## Leben und Wirken
Burch lebte nach ihrem Studium des klassischen Schlagwerks an der Guildhall School of Music and Drama (Abschluss 2007) und am Londoner Royal College of Music 18 Monate im westafrikanischen Ghana, um von dem Dagaare-Musiker Thomas Sekgura das Spiel der gyil zu lernen, eines durch Kalebassen verstärkten Holmxylophons. Mit ihrer Band Vula Viel, der auch Ruth Goller und Dan Nicholls angehören, veröffentlichte sie ab 2015 drei Alben. Damit bewegt sie sich zwischen den unterschiedlichen Welten von Minimalismus, Post-Punk und Improvisation.  Weiterhin arbeitete sie mit Sarathy Korwar, Dan „Danalogue“ Leavers, Al MacSween und Tamar Osborn in der Formation Flock. 
2023 legte Burch auf International Anthem ihr Album There Is Only Love and Fear vor, an dem Musiker wie Ben LaMar Gay, Rob Frye, Anton Hatwich, Anna Butterss, Oren Marshall, Mikel Patrick Avery und Macie Stewart beteiligt waren. Mit der Formation Quat (mit Simon Sieger, Joel Grip und Michael Griener) entstand ein selbstbetiteltes Album. Burch lebt und arbeitet in London.
Ausgangspunkte der Improvisationen Burchs sind kleine pentatonische Motive auf einem Holm-Xylophon, das Burch selbst gebaut hat – sie nennt diese repetitive, aber luftige Patternästhetik „messy minimalism“, unordentlichen Minimalismus, so Niklas Wandt in WDR 3.

## Diskographische Hinweise
- Vula Viel: What’s Not Enough About That? (2020)
- There Is Only Love and Fear (2023)
- Ruth Goller: Skyllumina (2024)